# 环城北路站
环城北路站为中华人民共和国安徽省芜湖市镜湖区九华中路与环城北路交口北侧的一座单轨车站，属于芜湖轨道交通1号线。2021年11月3日投入运营。

## 车站结构
环城北路站为地上三层车站，一层为出入口，二层为车站大堂，三层为车站站台，设有一个岛式站台，并设有半高屏蔽门。车站南侧设有一条存车线。

### 车站楼层
| 地上三层 | 轨道（西）         | █ 1号线往白马山（奥体中心）  |
| 地上三层 | 岛式站台，左側開门 |                              |
| 地上三层 | 轨道（东）         | █ 1号线往保顺路（鸠兹广场）  |
| 地上二层 | 站厅               | 客服中心、自动售票机、验票机 |
| 地面     | 出入口             | 1-2出入口                    |

## 车站出口
环城北路站共设2个出口，各出口及周围设施如下所示：
|                                       |      |              | |
| 出口编号                              | 照片 | 地点         | 可到达目的地 |
| 出口 · 1L · 升降机标志 · 扶手电梯标志 |      | 九华中路东侧 | 芜湖古城、芜湖古城·同丰里、新华新村、芜湖市公安局镜湖分局、镜湖刑侦 |
| 出口 · 2L · 扶手电梯标志              |      | 九华中路西侧 | 芜湖市老年大学、杨家巷小区、来凤小区、湖滨小区、北门曹记、芜湖市职业技术学院附属中等职业学校、芜湖市第二人民医院、芜湖市退役军人服务中心、渡春花园、芜湖市民主党派大楼、芜湖市体育场、居之安 |
| 註： 設有 \| 設有扶手電梯             |      |              | |

## 接驳交通

### 公交车
- 北门：1、27、28、38、108路
- 中江桥北：10、19、26、106、109、109夜班、113、505、505路弋矶山线
- 第二人民医院：10、19、26、28、30、38、106、109、109夜班、113、505、505路弋矶山线